# دانشنامه‌ی فرهنگ و تمدن گیلان
دانشنامه فرهنگ و تمدن گیلان یک پروژهٔ گروهی بسیار ارزشمند است که به بررسی تاریخ، تمدن، فرهنگ و هنر گیلان می‌پردازد و همهٔ جنبه‌های تاریخ و فرهنگ این حوزهٔ تمدنی را از جمله ادبیات، زبان، فرهنگ و غیره را پوشش می‌دهد. این دانشنامه بزرگ‌ترین و جامع‌ترینِ پروژهٔ گیلان‌شناسی است که تاکنون آغاز شده‌است. هر مجلد از این دانشنامه را یکی از پژوهشگران و صاحب‌نظران در زمینهٔ مورد بحث نوشته‌است. مسئول و حامی مالی اصلی این پروژه حوزه هنری سازمان تبلیغات اسلامی استان گیلان است و انتشار مجلدات آن تاکنون توسط انتشارات فرهنگ ایلیا در شهر رشت انجام شده‌است. شورای پژوهشی دانشنامه از سه پژوهشگر حوزهٔ گیلان‌شناسی به نام‌های مسعود پورهادی، فرامرز طالبی و هادی میرزانژاد موحد تشکیل شده‌است که مدخل‌ها را تعیین کرده و بر کار نویسندگان دیگر نظارت می‌کنند. تمامی مدخل‌های این دانشنامه به زبان فارسی منتشر می‌شوند. تاکنون ۷۱ مجلد از مدخل‌های این دانشنامه منتشر شده‌است و انتظار می‌رود در آینده جلدهای دیگر نیز منتشر شوند.

## فهرست مجلدات
| شماره مجلد | عنوان مدخل                                                       | پدیدآورنده                               | سال انتشار |
| ---------- | ---------------------------------------------------------------- | ---------------------------------------- | ---------- |
| ۱          | قلعه‌های گیلان                                                    | ولی جهانی                                | ۱۳۸۷       |
| ۲          | گاه‌شماری گیلانی                                                  | مسعود پورهادی                            | ۱۳۸۷       |
| ۳          | جغرافیای طبیعی گیلان                                             | ناصر عظیمی دوبخشری                       | ۱۳۸۷       |
| ۴          | جشن‌ها و آیین‌هایی مردم گیلان (آیین‌های نوروزی)                     | محمد بشرا (درویش گیلانی) و طاهر طاهری    | ۱۳۸۷       |
| ۵          | تاریخ ارمنیان گیلان                                              | فرامرز طالبی                             | ۱۳۸۷       |
| ۶          | تمدن مارلیک                                                      | بهروز همرنگ                              | ۱۳۸۷       |
| ۷          | نهضت جنگل (از آغاز تا فرجام)                                     | فریدون شایسته                            | ۱۳۸۷       |
| ۸          | گیلان در سفرنامه‌های سیاحان ایرانی                                | هوشنگ عباسی                              | ۱۳۸۷       |
| ۹          | معماری خانه‌های گیلان                                             | مژگان خاکپور                             | ۱۳۸۷       |
| ۱۰         | زبان تالشی                                                       | محرم رضایتی                              | ۱۳۸۷       |
| ۱۱         | گیلان در سفرنامه‌های سیّاحان خارجی                                 | محمود نیکویه                             | ۱۳۸۷       |
| ۱۲         | دیلمیان (از آغاز تا سدهٔ پنجم)                                    | سید رضا فندرسکی                          | ۱۳۸۷       |
| ۱۳         | جاذبه‌های تاریخی گیلان                                            | ولی جهانی                                | ۱۳۸۷       |
| ۱۴         | زیارتگاه‌های گیلان                                                | قاسم غلامی کفترودی                       | ۱۳۸۷       |
| ۱۵         | باورهای عامیانهٔ مردم گیلان                                       | محمد بشرا (درویش گیلانی) و طاهر طاهری    | ۱۳۸۷       |
| ۱۶         | زبان گیلکی                                                       | مسعود پورهادی                            | ۱۳۸۷       |
| ۱۷         | تاریخ گیلان (پیش از اسلام)                                       | قربان فاخته                              | ۱۳۸۷       |
| ۱۸         | تاریخ گیلان (پس از اسلام)                                        | قربان فاخته                              | ۱۳۸۷       |
| ۱۹         | فرهنگ عامیانهٔ زیارتگاه‌های گیلان                                  | محمدتقی پوراحمد جکتاجی                   | ۱۳۸۷       |
| ۲۰         | امام‌زاده‌های گیلان                                                | قاسم غلامی کفترودی                       | ۱۳۸۷       |
| ۲۱         | جغرافیای تاریخی گیلان                                            | شهرام امیرانتخابی                        | ۱۳۸۷       |
| ۲۲         | انجمن‌های گیلان در عصر مشروطه                                     | هومن یوسف‌دهی                             | ۱۳۸۸       |
| ۲۳         | جشن‌ها و آیین‌های مردم گیلان ۲ (به‌جز آیین‌های نوروزی)               | محمد بشرا (درویش گیلانی) و طاهر طاهری    | ۱۳۸۸       |
| ۲۴         | صنایع دستی گیلان                                                 | فاطمه تهی‌دست                             | ۱۳۸۸       |
| ۲۵         | نقاشی‌های دیواری بقعه‌های گیلان                                    | احمد محمودی‌نژاد                          | ۱۳۸۸       |
| ۲۶         | سیر تحولات تاریخی اسلام در گیلان                                 | سید محمدتقی میرابوالقاسمی                | ۱۳۸۸       |
| ۲۷         | جغرافیای انسانی و اقتصادی گیلان                                  | ناصر عظیمی دوبخشری                       | ۱۳۸۹       |
| ۲۸         | تئاتر گیلان ۱                                                    | فرامرز طالبی                             | ۱۳۸۹       |
| ۲۹         | تئاتر گیلان ۲                                                    | فرامرز طالبی                             | ۱۳۸۹       |
| ۳۰         | درآمدی بر ادبیات گیلکی                                           | هوشنگ عباسی                              | ۱۳۸۹       |
| ۳۱         | زبان تاتی                                                        | جهاندوست سبزعلی‌پور                       | ۱۳۸۹       |
| ۳۲         | طب سنتی مردم گیلان (گیله تجروبه)                                 | محمد بشرا (درویش گیلانی)                 | ۱۳۸۹       |
| ۳۳         | سوغات گیلان                                                      | محمدتقی پوراحمد جکتاجی                   | ۱۳۸۹       |
| ۳۴         | آیین‌های گذر در گیلان                                             | محمد بشرا (درویش گیلانی) و طاهر طاهری    | ۱۳۸۹       |
| ۳۵         | راه‌های تاریخی گیلان                                              | بهروز همرنگ                              | ۱۳۸۹       |
| ۳۶         | فرهنگ خوراک مردم گیلان                                           | مسعود پورهادی                            | ۱۳۸۹       |
| ۳۷         | معماری برخی از خانه‌های تاریخی گیلان                              | نیکروز مبرهن شفیعی                       | ۱۳۹۰       |
| ۳۸         | سینما در گیلان                                                   | کریم کوچکی‌زاد                            | ۱۳۹۰       |
| ۳۹         | بازی‌های محلی گیلان                                               | اباذر غلامی                              | ۱۳۹۰       |
| ۴۰         | زندگی زنان گیلان                                                 | شادی پیروزی                              | ۱۳۹۰       |
| ۴۱         | گیلان در انقلاب مشروطه                                           | هومن یوسف‌دهی                             | ۱۳۹۰       |
| ۴۲         | تمدن املش                                                        | ولی جهانی                                | ۱۳۹۰       |
| ۴۳         | بررسی و طبقه‌بندی افسانه‌های مردم گیلان ۱                          | علی تسلیمی                               | ۱۳۹۰       |
| ۴۴         | بررسی و طبقه‌بندی افسانه‌های مردم گیلان ۲                          | علی تسلیمی                               | ۱۳۹۰       |
| ۴۵         | تاریخ شیلات در گیلان                                             | افشین پرتو                               | ۱۳۹۳       |
| ۴۶         | تاریخ مطبوعات گیلان                                              | رضا نوزاد                                | ۱۳۹۳       |
| ۴۷         | کوه‌های گیلان                                                     | نیما فرید مجتهدی                         | ۱۳۹۳       |
| ۴۸         | سیر تاریخی دین و مذهب در گیلان                                   | عباس پناهی                               | ۱۳۹۳       |
| ۴۹         | کشت برنج در گیلان                                                | ناصر عظیمی دوبخشری                       | ۱۳۹۳       |
| ۵۰         | عکاسان و عکاسخانه‌های گیلان                                       | کفایت آریایی‌فر                           | ۱۳۹۳       |
| ۵۱         | شیوه‌های سنتی و فرهنگ عامیانهٔ کشاورزی در گیلان (برنج و چای)       | طاهر طاهری                               | ۱۳۹۳       |
| ۵۲         | جاذبه‌های طبیعی گیلان ۱ (زمین‌شناسی و زمین‌ریخت‌شناسی)               | محمد دهدار درگاهی و نیما فرید مجتهدی     | ۱۳۹۳       |
| ۵۳         | جاذبه‌های طبیعی گیلان ۲ (آب و هوایی و منابع آب)                   | محمد دهدار درگاهی و نیما فرید مجتهدی     | ۱۳۹۳       |
| ۵۴         | جاذبه‌های طبیعی گیلان ۳ (گیاهی، جانوری، مناطق حفاظت‌شده) - بخش یکم | محمد دهدار درگاهی و نیما فرید مجتهدی     | ۱۳۹۳       |
| ۵۵         | جاذبه‌های طبیعی گیلان ۳ (گیاهی، جانوری، مناطق حفاظت‌شده) - بخش دوم | محمد دهدار درگاهی و نیما فرید مجتهدی     | ۱۳۹۳       |
| ۵۶         | بازارهای هفتگی (دوره‌ای) گیلان                                    | محمد بشرا (درویش گیلانی)                 | ۱۳۹۳       |
| ۵۷         | بررسی و طبقه‌بندی ضرب‌المثل‌های گیلکی                               | محمد پرحلم                               | ۱۳۹۳       |
| ۵۸         | سیر تاریخی عرفان و تصوف در گیلان                                 | عباس پناهی                               | ۱۳۹۳       |
| ۵۹         | تعزیه در گیلان ۱                                                 | فرامرز طالبی                             | ۱۳۹۳       |
| ۶۰         | تعزیه در گیلان ۲                                                 | عزت‌الله صمصام                            | ۱۳۹۳       |
| ۶۱         | بررسی و تحلیل تاریخ‌نگاری محلی گیلان                              | زهرا حسن مصفا                            | ۱۳۹۳       |
| ۶۲         | پوشاک مردم گیلان                                                 | فرشته طالش انسان‌دوست                     | ۱۳۹۶       |
| ۶۳         | موسیقی گیلان ۱                                                   | حامد پورشعبان                            | ۱۳۹۶       |
| ۶۴         | بازی‌ها، سرگرمی‌ها و آیین‌های تالشی                                 | اعظم جمالی گشتی                          | ۱۳۹۶       |
| ۶۵         | رودهای گیلان                                                     | نیما فرید مجتهدی                         | ۱۳۹۶       |
| ۶۶         | ماهیان گیلان                                                     | کیوان عباسی                              | ۱۳۹۶       |
| ۶۷         | غارهای باستان‌شناختی گیلان                                        | ولی جهانی                                | ۱۳۹۶       |
| ۶۸         | برخی شیوه‌های شکار در گیلان                                       | اباذر غلامی                              | ۱۳۹۷       |
| ۶۹         | گالش ها                                                          | نیما فرید مجتهدی                         | ۱۳۹۷       |
| ۷۰         | آب و هوای گیلان                                                  | نیما فرید مجتهدی، سمانه نگاه و حسین عابد | ۱۳۹۷       |
| ۷۱         | ادبیات شفاهی تالش                                                | علی عبدلی                                | ۱۳۹۷       |